# Stefano di Ripon
Stefano di Ripon, detto anche Eddius Stephanus o Æddi Stephanus (VII secolo – VIII secolo), è stato uno storico anglosassone, autore di un'opera biografica su San Vilfrido di York.

## Biografia
Molto poco si conosce della sua vita. L'autore della Vita Sancti Wilfrithi si identifica come "Stefano, un prete". Beda il Venerabile portò un maestro di canto dal Kent, Ædde Stephanus, a Ripon nel 669 per insegnare canto, e questi è tradizionalmente identificato nel menzionato  Stefano. In ogni caso non vi è alcuna evidenza certa che i due nomi si riferiscano alla stessa persona. Se I due fossero effettivamente una sola persona, Stefano dovrebbe aver avuto almeno vent'anni quando venne al nord, e trovarsi sulla sessantina o più anziano ancora alla morte di Vilfredo, avvenuta nel 709.
Indipendentemente dal fatto che Stefano il prete e il maestro di canto di Vilfrido proveniente dal Kent fossero la stessa persona, egli fu un seguace di Vilfrido e fu in grado di sentire la testimonianza di persone che avevano conosciuto da vicino Vilfrido e che costituirono quindi la fonte per la sua Vita di Vilfrido. Egli scrisse per i frati di Ripon, molti dei quali avevano conosciuto Vilfrido.

## LaVita di San Vilfrido

### Manoscritti
Sono ancora conservati i manoscritti dell'opera
1.London, British Library, Cotton Vespasian D. vi. Provenienza: probabilmente trasferito dallo Yorkshire prima di essere custodito a Canterbury e acquistato dalla Biblioteca Britannica;
fos. 2-77: IX secolo, con aggiunte effettuate nell'XI;
fos. 78-125: XI secolo, con aggiunte del XII sull'ultima pagina;
2. Oxford, Bodleian Library, Fell vol. III 34a-56b, originalmente vol. I. Scritto alla fine dell'XI secolo od all'inizio del XII.

### Contenuti
La Vita di San Vilfrido di Stefano di Ripon è l'unica nostra fonte d'informazioni su San Vilfrido a parte l'Historia Ecclesiastica dal Venerabile Beda. Essa fu scritta dopo la morte di Vilfrido, nel 709. A Stefano fu chiesto di scriverne la biografia da Acca, uno dei seguaci di Vilfrido che più tardi divenne vescovo e succedette a Vilfrido nella sede episcopale di Hexham. Sebbene Stefano conoscesse Vilfrido personalmente e avesse accesso ad altri che lo avevano conosciuto, egli racconta molti eventi straordinari e fa uso di fonti locali. Egli copia anche due parti direttamente dalla Vita di San Cutberto, di autore anonimo, oltre ad altre fonti indirette. Comunque, a differenza di molte agiografie del primo medioevo, consistenti in descrizioni di miracoli attribuiti ai santi, la Vita di San Vilfrido prende la forma di una narrazione cronologica e comprende specifici nomi ed avvenimenti.
Non si sa esattamente che cosa Stefano si proponesse scrivendo la Vita di San Vilfrido.
Gli studiosi hanno formulato varie teorie. Si è sostenuto che l'uso di parti dalla Vita di Cuthbert di autore anonimo fosse un modo di porre in ombra il culto di quest'ultimo per sostituirlo con quello di Vilfrido. In ogni caso, la parte copiata da Stefano è minima rispetto alla sua opera ed è collocata solo nella prima parte del suo lavoro, il che rende improbabile questa teoria.

L'opera è fortemente sbilanciata a favore di Vilfrido e comprende espliciti paragoni a figure dell'Antico Testamento e a San Paolo. 
All'inizio Stefano spiega che la comunità fece pressioni su di lui affinché scrivesse questa opera. Lo scopo di Stefano quindi potrebbe semplicemente essere stato quello di descrivere i sentimenti della comunità riguardo alla bontà e santità di Vilfrido, che egli aveva personalmente conosciuto.

### Importanza
La Vita di San Vilfrido di Stefano fu una delle prime storie Anglo-Sassoni e la prima a sopravvivere. Il Venerabile Beda la utilizzò evidentemente come fonte per la sua Historia Ecclesiastica, pur non dandone esplicitamente conto.
La Vita di San Vilfrido è anche importante in quanto essa fornisce una prospettiva contemporanea sugli avvenimenti verificatisi durante la vita di San Vilfrido. Ad esempio la Vita parla del Sinodo di Whitby in modo diverso da quanto emerge nell'opera di Beda. Mentre lo scritto di Stefano ha subito critiche maggiori di quella di Beda, quanto emerge dalla Vita di San Vilfrido rivela fattori politici che possono aver condizionato il Sinodo accanto alle controversie religiose.

### Testi
- Colgrave, Bertram, ed. & trans. (1927), The Life of Bishop Wilfrid by Eddius Stephanus. Cambridge, Cambridge University Press, 1927, 1985.

### Opere di critica
- Richard Abels, The Council of Whitby: a study in early Anglo-Saxon politics, in: The Journal of British Studies; 23.1, 1983, pp. 1–25.
- William Trent Foley, Images of Sanctity in Eddius Stephanus: Life of Bishop Wilfred, an early English saint's life. Lewiston, NY: Edward Mellen Press, 1992
- Thomas J. Heffernan, Sacred Biography: saints and their biographers in the Middle Ages, New York: Oxford University Press, 1992
- D. P. Kirby, Bede, Eddius Stephanus and the Life of Wilfrid, in: The English Historical Review; 98.386, 1983, pp. 101–14.
- D. P. Kirby, Problems of Early West Saxon History, in: The English Historical Review 80.314 1965, pp. 10–29.
- Mark D. Laynesmith, Stephen of Ripon and the Bible: allegorical and typological interpretations of the Life of St Wilfrid, in: Early Medieval Europe 9.2, 2000, pp. 163–82.

| Controllo di autorità | VIAF (EN) 25405717 · ISNI (EN) 0000 0000 7972 1599 · BAV 495/12659 · CERL cnp02148275 · LCCN (EN) n83301790 · GND (DE) 119118378 · BNF (FR) cb12072566p (data) · J9U (EN, HE) 987007260638505171 |